# Sphaericus ater
Sphaericus ater là một loài bọ cánh cứng trong họ Ptinidae. Loài này được Leiler miêu tả khoa học năm 1983.